# Linia kolejowa Tebriz – Dżolfa
Linia kolejowa Tebriz – Dżolfa – jest pierwszą linią kolejową, która powstała na terenie Iranu, jest także jedyną linią zelektryfikowaną w tym kraju. Linia łączy Tebriz z 
Dżolfą na granicy z Nachiczewańską Republiką Autonomiczną.

## Historia
W ramach brytyjsko-rosyjskiej inwazji na Iran w czasie I wojny światowej, rosyjskie wojsko zbudowało w 1914 roku krótką, 2,5 kilometrową trasę transgraniczną łączącą rosyjską sieć kolejową z irańską Dżolfą. Do 1916 roku odcinek od granicy rosyjsko-irańskiej w północno-zachodnim Iranie został przedłużony o 148 km do Tabriz. Celem budowy linii było wprowadzenie wojsk rosyjskich do Iranu. Azerbejdżan i cały północno-zachodni Iran były okupowane w tym czasie przez wojska rosyjskie. Zarówno rosjanie, jak i brytyjczycy używali Iranu jako zaplecza do ataków na wojska osmańskie w Iraku.
Wraz z podpisaniem umowy o przyjaźni irańsko-sowieckiej w 1921 roku, infrastruktura kolejowa, o ile znajdowała się na terytorium Iranu, została przekazana na własność państwa. Z powodu wojny była ona w stanie prawie nie nadającym się do użytku i przed wznowieniem ruchu tory musiały zostać gruntownie naprawione. Dopiero po II wojnie światowej rosyjski rozstaw szyn został przekuty na rozstaw normalny. W 1958 roku wraz z oddaniem do użytku linii kolejowej Teheran – Tebriz odcinek do Dżolfy został połączony z pozostałą częścią irańskiej sieci kolejowej.
Jest to jedyna linia łącząca Rosję przez Gruzję i Armenię z Iranem. Ze względu na konflikt w Górskim Karabachu, ruch kolejowy między Armenią a Nachiczewańską Republiką Autonomiczną został przerwany od 1989 roku. Od tego czasu transgraniczny ruch kolejowy w Dżolfie jest również zawieszony.